# Église Saint-Pierre de Montdidier
Pour les articles homonymes, voir Église Saint-Pierre.
L'église Saint-Pierre est un édifice religieux catholique sis à Montdidier, en France. L'église remonte au XVe siècle dans ses parties les plus anciennes.

## Histoire
L'église Saint-Pierre dont le début de la construction remonte aux années 1460 est restée inachevée au XVIe siècle. 
Le portail de style gothique flamboyant a été élevé en 1538 par Chaperon, maître maçon de la cathédrale de Beauvais. 
La ville de Montdidier ayant été presque totalement détruite en 1918, l'église Saint-Pierre a été restituée à l'identique durant l'entre-deux-guerres. 
L'édifice est classé au titre des monuments historiques en 1920.

## Description sommaire
Le plan de l'église est semblable à celui d'une église halle dont les voûtes sont assez basses. Elle n'a pas de transept et les collatéraux sont d'une hauteur inhabituelle. Les voûtes basses datent de 1460. 
Dans le bas-côté nord, se trouve le gisant de Raoul de Crépy, comte de Montdidier mort en 1074 datant du premier quart du XIVe siècle et une mise au tombeau du premier quart du XVIe siècle, classée monument historique, au titre objet, le 1er février 1907. On y décèle une influence italienne. 
Dans le bas-côté sud se trouve la cuve baptismale, en pierre noire de Tournai, du XIIe siècle, dont la cuvette et la base sont réunies un cylindre avec par quatre colonnettes aux angles. Le dessus et les quatre côtés sont décorés d'arcatures et de motifs de vigne. classée monument historique, au titre objet, le 23 octobre 1897.
Dans le chœur se trouve un beau Christ roman. L'église a gardé, en outre, une chaire, une cloche, une tribune d'orgue et une verrière du XVIe siècle.
Les boiseries, confessionnaux et autels secondaires son de facture récente: ils furent réalisés durant l'entre-deux-guerres.

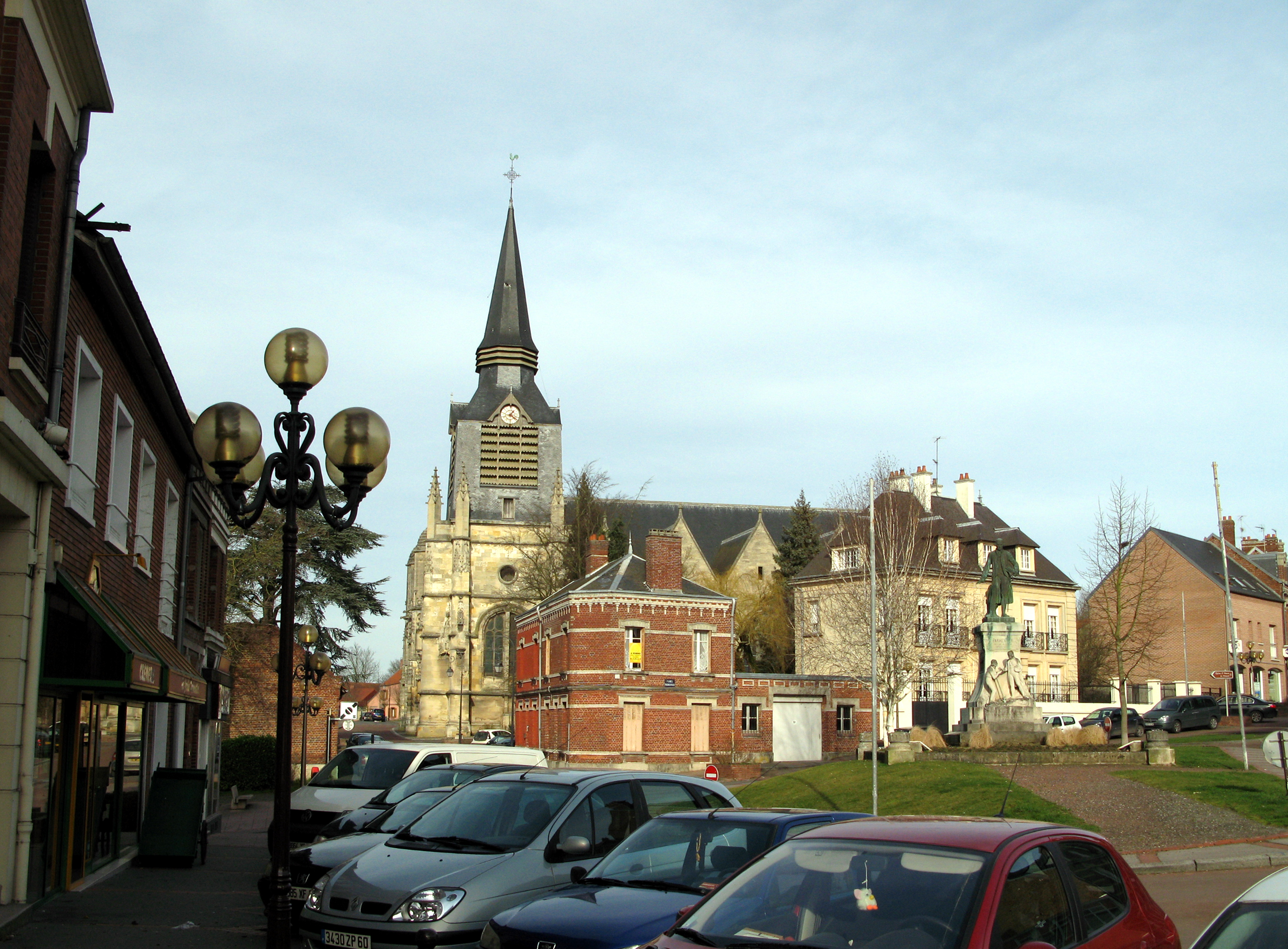
La Place Parmentier (au centre de laquelle se dresse le monument surmonté de la statue du célèbre personnage) et l'église Saint-Pierre
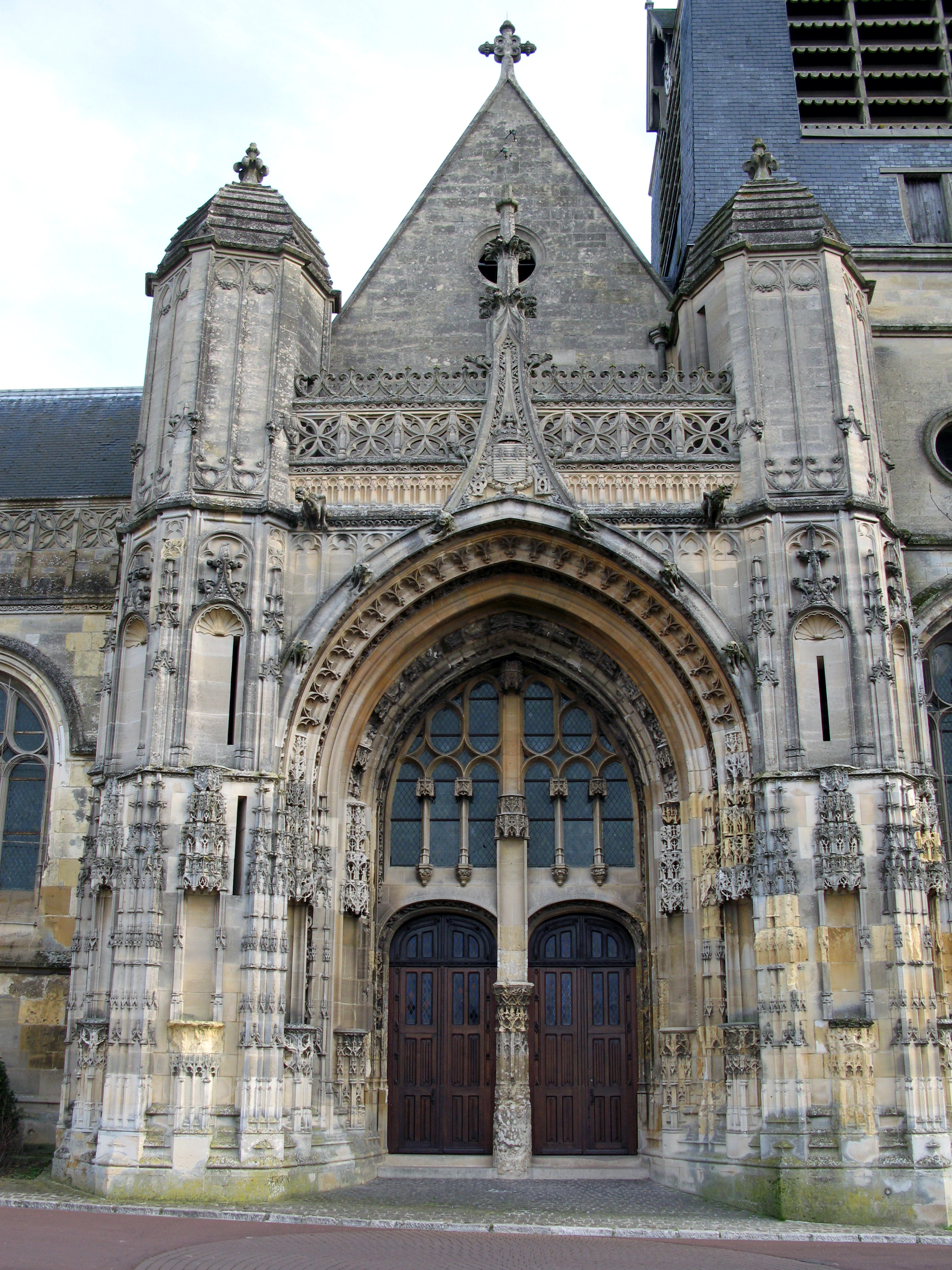
La façade Ouest de l'église Saint-Pierre est typique du gothique flamboyant, mais révèle des motifs de la Renaissance, comme les coquilles.
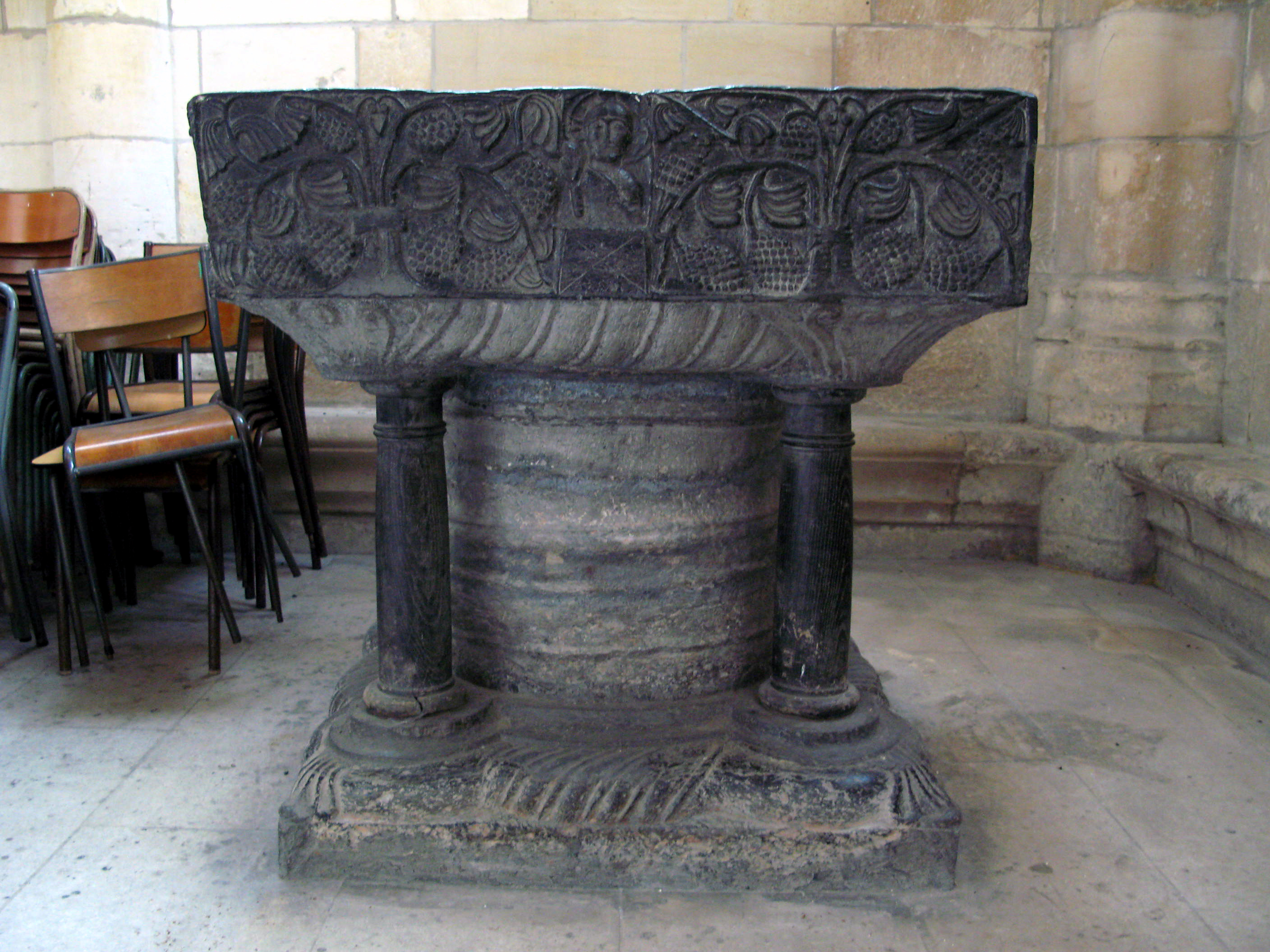
Fonts baptismaux en pierre noire de Tournai
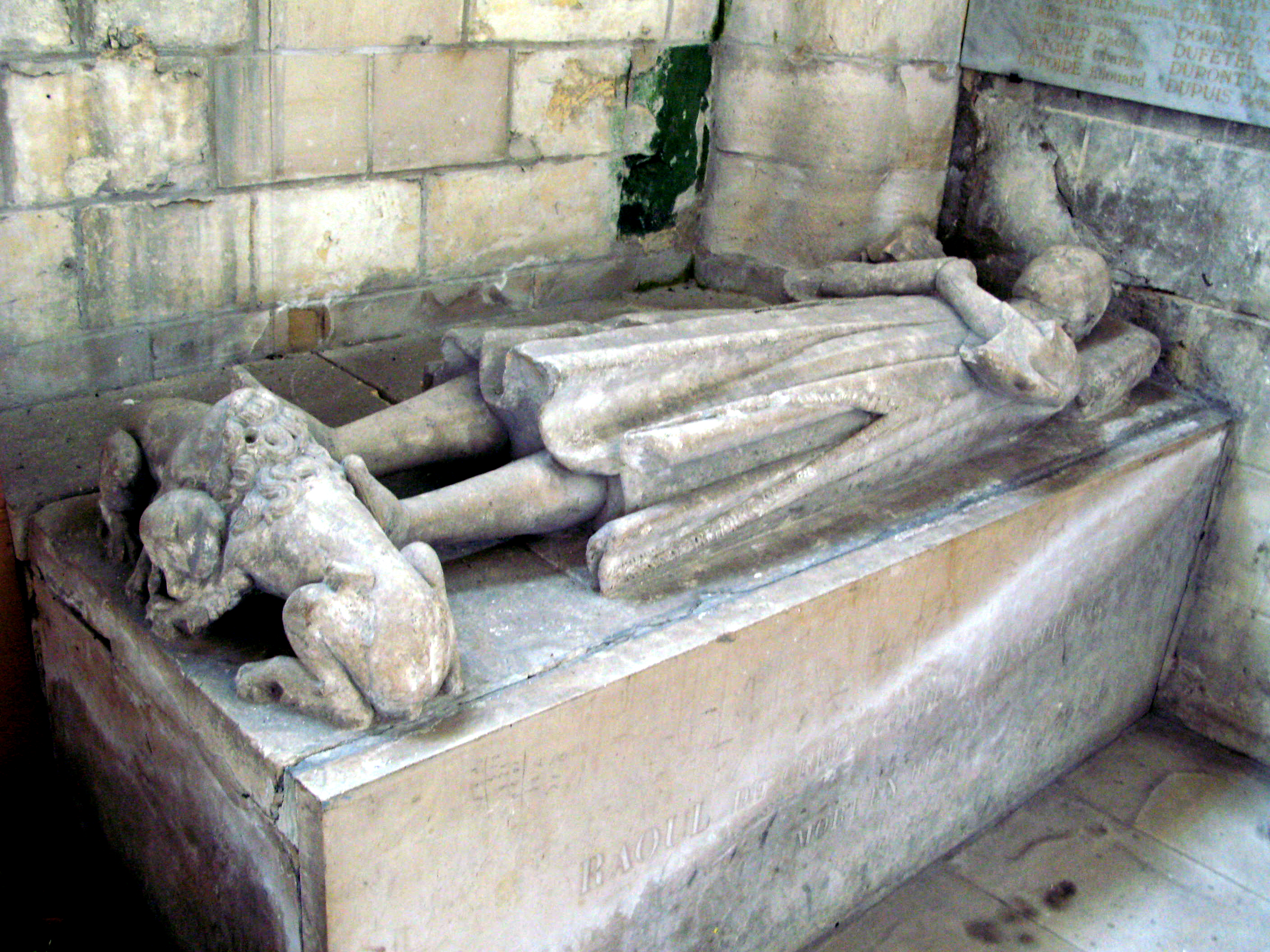
Gisant de Raoul de Crépy

## Pour approfondir